# 口髭ピート
口髭ピート（くちひげピート、Mustache Pete）は、20世紀初頭に成人としてアメリカ（特にニューヨーク市）に移民してきたシチリア系マフィアの構成員を指す俗称。主に1930年代に力を持ったラッキー・ルチアーノより前の世代の古いマフィアを指す。また、対義語として若い世代のシチリア系アメリカ人は「ヤングターキー（Young Turks、若いトルコ人）」と呼ばれる。
口髭ピートの名の通り、一般的に立派な口髭を持ち、大半はイタリアで最初の殺人を犯した。この世代の有名な人物としてはジョー・マッセリア（1886年-1931年）とサルヴァトーレ・マランツァーノ（1886年-1931年）がいる。彼らの多くはシチリア・マフィア（コーサ・ノストラ）とも関係があり、シチリアの犯罪組織の伝統をアメリカでも維持することを狙って、非イタリア系よりもイタリア人同士で連携し、犯罪を行う傾向があった。このため、麻薬の禁止といった慣習と同等に、若い世代がユダヤ系やアイルランド系の有力組織と協力しようとすることに反対した。こうした若い世代は古い方針から独立して新しい多くのシノギに手をだしたかったが、口髭ピートたちによって圧力をかけられた。
こうした状況に強い不満を抱いていたのがラッキー・ルチアーノ（1897年-1962年）やヴィト・ジェノヴェーゼ（1897年-1969年）といった若いマフィア幹部（カポレジーム）たちであった。ニューヨーク・マフィアのルチアーノと"ヤングターキー"たちは、口髭ピートら古い指導層のせいで、非イタリア系と連携することで得られる何百万ドルにも及ぶビジネスがふいになっていると考えた。カステランマレーゼ戦争中（1930年-1931年）、ルチアーノはマッセリアとマランツァーノの両ファミリーの若い世代の構成員らと連携し、最終的にマッセリアを暗殺し、マランツァーノを排除するまで彼への忠誠を装った。1931年9月10日のマランツァーノが暗殺されると、新しい世代が全米規模の犯罪シンジケートを構築し、コミッションを設立し、現代的なアメリカ・マフィアの基礎を築いた。
この日はジャーナリスト達によって「シチリアの晩祷の夜（Night of the Sicilian Vespers）」と呼ばれ（名前は13世紀後半にシチリア島で起こった虐殺事件「シチリアの晩祷（Sicilian Vespers）」に由来）、古いマフィア達が追放された日と記録される。数日後の9月13日にはマランツァーノの同盟者であったサミュエル・モナコとルイ・ルッソの死体がニューヨーク湾で発見され、拷問を受けた痕が見つかった。また、ピッツバーグ・ファミリーのボスであるジョセフ・シラグサは自宅で射殺体で発見された。ロサンゼルス・ファミリーのボスであるジョー・アルディゾンヌは10月15日に失踪し、後にこれも、旧世代のシチリアのボス達を排除する計画の一部だと指摘された。しかし、こうした一連の出来事をルチアーノが主導して組織的な大粛清を行ったものという見方については、現在は神話として否定されている。